# Empresa em Rede
Empresa em rede é um termo usado para designar novos modelos de empresas modernas. Diferentemente de uma empresa sistêmica, uma empresa em rede é organizada de forma reticular, ou seja, virtualmente ou em teia.
O modelo organizacional de empresa em rede é inovador e começou a ser observado no final do século XX, tendo como sua principal característica a relação com a internet e com a tecnologia digital. 
O avanço tecnológico contribui diretamente para o compartilhamento e velocidade da informação e para a existência de uma empresa em rede. 

## Características
Enquanto uma empresa sistêmica é divida em áreas isoladas, que dificilmente contribuem diretamente entre si, em uma empresa em rede predomina a interação da informação, a comunicação descentralizada e o relacionamento colaborativo. 
Uma teia imaginária permite a relação entre todos os membros da empresa, internos e até externos, como fornecedores e consumidores, que cada vez mais interagem e participam dos processos de uma empresa moderna. 
Para serem mais competitivas no mercado global, as empresas encontram a necessidade de migrar de um cenário vertical e hierárquico para um cenário horizontal. Alguns casos já comprovam que o uso de tecnologia de informação diminui processos, desperdícios e erros, conseguindo um bom retorno financeiro, além de economizar tempo e valorizar a entrega aos clientes.
Uma empresa em rede não necessariamente é uma empresa ponto com, ou seja, não realiza apenas vendas online mas todo seu processo está em rede.

## Teoria
A palavra rede é definida, segundo Manuel Castells, como um conjunto de nós interconectados. A formação de redes é uma prática humana muito antiga, mas hoje elas são energizadas pela Internet.
Como já previu Don Tapscott, a aplicação de novas tecnologias modifica toda a estrutura organizacional das empresas, gerando maior produtividade e eficácia organizacional ao trabalho. 
Segundo Manuel Castells, a grande competitividade do mercado global traz às empresas a necessidade de sair do cenário vertical e hierárquico e passar a atuar em um cenário horizontal. Desta forma, a estrutura organizacional vertical passa a dar lugar a uma composição como de empresas virtuais, empresas em rede ou teias de empresas. 

## História
A internet é um meio de comunicação que permite pela primeira vez a comunicação entre muitos, em um momento escolhido, em escala global. A internet promoveu uma mudança na economia mundial.
Segundo estudos do teórico Manuel Castells, firmas comerciais  foram a força propulsora da expansão da internet, que foi moldada em grande parte em torno desses usos comerciais. Da mesma forma que as empresas transformaram a internet, esta transformou e ajudou a desenvolver as empresas.